# Пенадомо
Пенадо̀мо (на италиански: Pennadomo, на местен диалект la Pènnë, ла Пенъ) е село и община в Южна Италия, провинция Киети, регион Абруцо. Разположен е на 460 m надморска височина. Населението на общината е 326 души (към 2010 г.).